# 秩父ワイン
有限会社秩父ワイン（ちちぶワイン、英: Chichibu Wine Co,.Ltd）は、埼玉県秩父郡小鹿野町にあるワインメーカーである。

## 概要
1889年（明治22年）、浅見源作は奥秩父両神村の「あたらし屋」という屋号の家に生まれた。あたらし屋の詳細は不明だが、新しもの好きの家系だったという。1933年（昭和8年）、浅見源作と息子の慶一親子で、葡萄の栽培を行ったのが始まりである。1936年（昭和11年）、浅見親子の独学によるワインの醸造を始めた。それから4年後、1940年（昭和15年）に、果実酒の酒類製造免許を取得、「秩父生葡萄酒」というブランド名でワインの販売を開始した。
秩父ワインの特徴としては、日本百名山のひとつである奥秩父の両神山の麓という恵まれた環境は、寒暖の差が激しく、アルカリ性土壌のブドウ栽培に最適な環境なところ、その自然の力を借りて造っていることである。自家ぶどう園で栽培された葡萄だけを使って、じっくり丁寧にワインの醸造を行っている。地域に根差した、秩父のワインを造る、家族経営のワイナリーであることである。浅見源作はワイン造りに生涯をかけてきた、その情熱は今もなお名前とともに「源作ワイン」として、代々家族で受け継いできた源作印ブランドとして継承されている。

## 沿革
- 1889年（明治22年） - 浅見源作、秩父両神村に生まれる
- 1933年（昭和8年） - 浅見源作・慶一親子で葡萄栽培を開始
- 1936年（昭和11年） - ワインの醸造を開始
- 1940年（昭和15年）
  - 果実酒の酒類製造免許取得
  - ブランド名「秩父生葡萄酒」のワインを販売開始
- 1985年（昭和60年） - 浅見源作は95歳で生涯を終える[1][2]

## 店舗情報
- 所在地 - 埼玉県秩父郡小鹿野町両神薄41
- 代表者 - 島田昇
- 休日 - 土曜・日曜・祝日 、年末年始
- 営業時間 - 午前9時-午後5時（時間外は要相談）
- 見学・試飲 - 見学は5名以上予約必要、試飲は随時受付
- 駐車場 - 乗用車用20台[2][5]

## 受賞歴
「日本ワインコンクール（Japan Wine Competition）」）
- 第11回 2013年（平成26年）金賞受賞[7]
  - 甲州・辛口「ちちぶワイン シュール・リー 2012」
- 第12回 2014年（平成27年）金賞受賞[8]
  - 甲州・辛口「ちちぶワイン シュール・リー 2013」
- 第14回 2016年（平成29年）金賞受賞[9]
  - 甲州・辛口「ちちぶワイン シュール・リー 2015」
- 第15回 2017年（平成30年）金賞受賞[10]
  - 甲州「源作印 甲州 シュール・リー 2016」
- 第16回 2018年（平成31年）金賞受賞[11]
  - 甲州「源作印 甲州 シュール・リー 2017」
- 第17回 2019年（令和元年）金賞受賞[12]
  - 甲州「源作印 甲州 シュール・リー 2018」

## 交通アクセス
- 鉄道 - 西武池袋線 - 西武秩父駅より町営バス利用
- 町営バス - 西武バス - 西武秩父駅前より小鹿野線・小鹿野車庫行に乗車、小鹿野停留所下車徒歩約12分[5]